# اوکی کامپیوتر اوکی‌نات‌اوکی ۱۹۹۷ ۲۰۱۷
اوکی کامپیوتر، اوکی‌نات‌اوکی ۱۹۹۷–۲۰۱۷ (به انگلیسی: OK Computer OKNOTOK 1997 2017) انتشار مجددی است از آلبوم اوکی کامپیوتر که در سال ۱۹۹۷ توسط گروه آلترناتیو راک انگلیسی، ریدیوهد منتشر شد. این آلبوم در ژوئن ۲۰۱۷، به مناسبت بیستمین سالگرد آلبوم اوکی کامپیوتر منتشر شد.
این آلبوم نسخه ریمستر شده (بازسازی شده) است و شامل ۲ بخش از آهنگ‌های منتشر شده از تک آهنگهای اوکی کامپیوتر، بعلاوه سه آهنگ که قبلاً منتشر نشده‌اند: «قول میدم»، «مرد جنگ» و «آسانسور» می‌باشد. نسخه ویژه شامل یک کتاب هنری، یادداشت‌ها و یک نوار کاست از نسخه‌های دمو و آزمایشی و جلسه ضبط است.
ریدیوهد با استفاده از پوسترها و تیزرهای تبلیغاتی اوکی‌نات‌اوکی را تبلیغ کرد. برای سه آهنگ جدید، سه موزیک ویدیو منتشر شد و «قول میدم» و «مرد جنگ» به صورت تک آهنگ منتشر شدند. آلبوم، جایگاه دوم را در جدول آلبوم‌های بریتانیا به خود اختصاص داد و پرفروشترین آلبوم در سالن مستقل بریتانیا شد. در ایالات متحده، این رقم به جایگاه ۲۳ در بیلبورد ۲۰۰ رسید.

## زمینه
اوکی کامپیوتر، آلبوم سوم ریدیوهد، در ژوئن ۱۹۹۷ توسط ئی‌ام‌آی منتشر شد. این آلبوم در سال ۱۹۹۶و ۱۹۹۷ در دادگاه کاترین، یک عمارت تاریخی در نزدیکی باث ضبط شد.  این آلبوم جایزه بهترین آلبوم آلترنیتیو را در چهلمین مراسم گرمی برنده شد و حداقل ۴٫۵ میلیون نسخه در سراسر جهان فروخته‌است. طبق سایت موسیقی‌های تحسین شده، اوکی کامپیوتر، جایگاه هشتمین آلبوم تحسین شده در تمام دوران‌ها را به خود اختصاص داد.
قرارداد ضبط ریدیوهد با ئی‌ام‌آی با انتشار زنده باد دزدها در سال ۲۰۰۳ پایان یافت . آلبوم‌های بعدی آنها توسط ایکس ال رکوردینگز منتشر شده‌است. پس از چند مدت که از انتشار نسخه وینیل گذشت، ئی‌ام‌آی مجدداً اوکی کامپیوتر را در قالب ۲ دیسک با ۱۱ قطعه بیشتر بدون مشارکت ریدیوهد، در سال ۲۰۰۸، و در سال ۲۰۰۹ به عنوان «نسخه جمع‌شده» منتشر کرد.

## لیست آهنگ‌ها
همهٔ ترانه‌ها توسط تام یورک، جانی گرینوود، فیل سلوی، اد اوبراین و کالین گرینوود نوشته شده‌است.
| شماره      | نام                           | مدت   |
| ---------- | ----------------------------- | ----- |
| ۱.         | «Airbag»                      | ۴:۴۴  |
| ۲.         | «Paranoid Android»            | ۶:۲۳  |
| ۳.         | «Subterranean Homesick Alien» | ۴:۲۷  |
| ۴.         | «Exit Music (For a Film)»     | ۴:۲۴  |
| ۵.         | «Let Down»                    | ۴:۵۹  |
| ۶.         | «Karma Police»                | ۴:۲۱  |
| ۷.         | «Fitter Happier»              | ۱:۵۷  |
| ۸.         | «Electioneering»              | ۳:۵۰  |
| ۹.         | «Climbing Up the Walls»       | ۴:۴۵  |
| ۱۰.        | «No Surprises»                | ۳:۴۸  |
| ۱۱.        | «Lucky»                       | ۴:۱۹  |
| ۱۲.        | «The Tourist»                 | ۵:۲۴  |
| مجموع مدت: | مجموع مدت:                    | ۵۳:۲۱ |

| Bonus disc | Bonus disc                   | Bonus disc                | Bonus disc |
| شماره      | نام                          | Origin                    | مدت        |
| ---------- | ---------------------------- | ------------------------- | ---------- |
| ۱.         | «I Promise»                  | Previously unreleased     | ۳:۵۹       |
| ۲.         | «Man of War»                 | Previously unreleased     | ۴:۲۹       |
| ۳.         | «Lift»                       | Previously unreleased     | ۴:۰۶       |
| ۴.         | «Lull»                       | "Karma Police" single     | ۲:۲۵       |
| ۵.         | «Meeting in the Aisle»       | "Karma Police" single     | ۳:۰۷       |
| ۶.         | «Melatonin»                  | "Paranoid Android" single | ۲:۰۸       |
| ۷.         | «A Reminder»                 | "Paranoid Android" single | ۳:۵۲       |
| ۸.         | «Polyethylene (Parts 1 & 2)» | "Paranoid Android" single | ۴:۲۲       |
| ۹.         | «Pearly*»                    | "Paranoid Android" single | ۳:۳۸       |
| ۱۰.        | «Palo Alto»                  | "No Surprises" single     | ۳:۵۱       |
| ۱۱.        | «How I Made My Millions»     | "No Surprises" single     | ۳:۰۷       |
| مجموع مدت: | مجموع مدت:                   | مجموع مدت:                | ۳۸:۱۸      |

| نسخه نوار کاست - سمت A | نسخه نوار کاست - سمت A                                                   | نسخه نوار کاست - سمت A |
| شماره                  | نام                                                                      | مدت                    |
| ---------------------- | ------------------------------------------------------------------------ | ---------------------- |
| ۱.                     | «ZX Spectrum Symphony»                                                   | ۱:۱۸                   |
| ۲.                     | «A.M.S. Hello»                                                           | ۰:۱۹                   |
| ۳.                     | «True Love Tape Loop»                                                    | ۴:۵۹                   |
| ۴.                     | «Let Down (Thom 4-track)»                                                | ۲:۵۹                   |
| ۵.                     | «I May be Paranoid but Not an Android»                                   | ۰:۱۶                   |
| ۶.                     | «Attention (Thom 4-track)»                                               | ۲:۴۲                   |
| ۷.                     | «Noise Sketch by Nigel»                                                  | ۱:۱۵                   |
| ۸.                     | «Climbing Up the Walls (Abbey Road Strings)»                             | ۱:۱۵                   |
| ۹.                     | «Someone Help This Guy»                                                  | ۰:۳۰                   |
| ۱۰.                    | «Motion Picture Soundtrack (Solo Piano)»                                 | ۵:۱۳                   |
| ۱۱.                    | «Was That Recording?»                                                    | ۰:۱۵                   |
| ۱۲.                    | «The Jumbled Words of Climbing Up the Walls Read by Little Dan Clements» | ۱:۲۱                   |
| ۱۳.                    | «Lull (Ed's Guitar Infinite Reverb)»                                     | ۱:۳۱                   |
| ۱۴.                    | «Airbag Drums Through Moog»                                              | ۱:۰۷                   |
| ۱۵.                    | «Karma Police Space Echo»                                                | ۱:۵۶                   |
| ۱۶.                    | «Karma Police Voice Through Telephone»                                   | ۰:۲۷                   |
| ۱۷.                    | «(Talking)»                                                              | ۰:۰۷                   |
| ۱۸.                    | «Piano Sketch by Jonny»                                                  | ۰:۴۰                   |
| ۱۹.                    | «Big Bird Story by Stanley Donwood»                                      | ۲:۰۴                   |
| ۲۰.                    | «No Surprises (First Idea From a Soundcheck Somewhere)»                  | ۲:۵۸                   |
| مجموع مدت:             | مجموع مدت:                                                               | ۳۸:۵۰                  |

| نسخه نوار کاست - سمت B | نسخه نوار کاست - سمت B                                   | نسخه نوار کاست - سمت B |
| شماره                  | نام                                                      | مدت                    |
| ---------------------- | -------------------------------------------------------- | ---------------------- |
| ۱.                     | «Nigel A.M.S. Delay»                                     | ۰:۵۴                   |
| ۲.                     | «Jonny's Radio from Climbing Up the Walls»               | ۱:۱۵                   |
| ۳.                     | «Climbing Up the Walls (Thom 4-track)»                   | ۳:۵۸                   |
| ۴.                     | «A Piano Lies Down in the Middle of the Road»            | ۲:۳۶                   |
| ۵.                     | «Transposing Noise Sketch by Nigel»                      | ۲:۰۷                   |
| ۶.                     | «Early Paranoid Android Version Jonny & Thom»            | ۱:۲۲                   |
| ۷.                     | «Alternative Paranoid Android Ending Live in Pittsburgh» | ۲:۲۱                   |
| ۸.                     | «Airbag Early Acoustic Version»                          | ۴:۱۵                   |
| ۹.                     | «(Talking)»                                              | ۰:۲۳                   |
| ۱۰.                    | «Paranoid Android Loud Room at St Catherine's»           | ۰:۵۶                   |
| ۱۱.                    | «Nigel Godrich A.M.S. Paranoid Guitar Sample»            | ۱:۴۴                   |
| ۱۲.                    | «Nude Early Band Version»                                | ۵:۳۱                   |
| ۱۳.                    | «The National Anthem (Thom 4-track)»                     | ۳:۱۹                   |
| ۱۴.                    | «Ambient Loops»                                          | ۰:۴۵                   |
| ۱۵.                    | «Man of War Live in Montpellier»                         | ۴:۲۸                   |
| ۱۶.                    | «Nigel A.M.S. Delay Again»                               | ۰:۳۷                   |
| ۱۷.                    | «Thom's Acoustic as Microphone in Climbing Up the Walls» | ۲:۲۳                   |
| ۱۸.                    | «OK Computer Program»                                    | ۱:۵۷                   |
| مجموع مدت:             | مجموع مدت:                                               | ۴۰:۵۲                  |

## عوامل
- نایجل گادرک – مهندس صدا، تهیه‌کننده
- ریدیوهد–, موسیقی، تنظیم
  - تام یورک
  - جانی گرینوود
  - فیل سلوی
  - اد اوبراین
  - کالین گرینوود
- نیک اینگمن – رهبری موسیقدانان
- ارکستر فیلارمونیک سلطنتی – بخش‌هایی از «مرد جنگ»
  - رابرت زیگلر – رهبری
  - سام پتس دیویس – مهندسی
  - فیونا کروزشانک – مهندسی
- باب لودویگ – ریمسترینگ
- استنلی دانوود – طراح پوستر
- شرکت مزرعه شکلات سفید